# Тростянка (Пеновский район)
Тростянка — деревня в Пеновском районе Тверской области.

## География
Находится в западной части Тверской области на расстоянии приблизительно 43 км на северо-запад по прямой от районного центра поселка Пено.

## История
Деревня была показана на карте 1825 года. В 1859 году здесь (деревня Осташковского уезда) было учтено 3 двора, в 1939 — 5. До 2020 года входила в Рунское сельское поселение Пеновского района до их упразднения.

## Население
Численность населения: 29 человек (1859 год), 1 (русские 100 %) в 2002 году, 0 в 2010.